# Red River Range
Red River Range (Brasil: Ronda de Sangue ) é um filme norte-americano de 1938, do gênero faroeste, dirigido por George Sherman e estrelado por John Wayne, Ray Corrigan e Max Tehune.

## A produção
Foi depois deste filme, o quarto que fez para a série The Three Mesquiteers, que John Wayne estrelou Stagecoach, de John Ford. Wayne ainda rodou outros quatro, conforme previa seu contrato. A Republic Pictures, entretanto, deixou-os na prateleira até que que Stagecoach fosse lançado e catapultasse o ator para o estrelato. Wayne jamais perdoou o estúdio por essa perfídia.
Red River Range é a vigésima aventura do famoso trio de justiceiros formado por Stony Brooke, Tucson Smith e Lullaby Joslin. Como na maioria das cinquenta e uma produções da série, o filme é ambientado no Oeste contemporâneo, isto é, no Oeste da época em que foi realizado.

## Sinopse
A Associação dos Criadores de Gado da região do Rio Vermelho chama os Três Mosqueteiros do Oeste para colocar um bando de ladrões atrás das grades. Stony infiltra-se na quadrilha e descobre que os bandidos utilizam caminhões e vans refrigerados em seus roubos, daí a dificuldade de surpreendê-los.

## Elenco
| Ator/Atriz       | Personagem      |
| ---------------- | --------------- |
| John Wayne       | Stony Brooke    |
| Ray Corrigan     | Tucson Smith    |
| Max Tehune       | Lullaby Joslin  |
| Polly Moran      | Senhora Maxwell |
| Lorna Gray       | Jane Mason      |
| Kirby Grant      | Tex Reilly      |
| Sammy McKim      | Tommy Jones     |
| William Royle    | Payne           |
| Perry Ivins      | Hartley         |
| Stanley Blystone | Randall         |
| Lenore Bushman   | Evelyn Maxwell  |